# Prostitución en Singapur

Prostitución en Asia. En azul se indica el modelo abolicionista, en el que la prostitución es legal, pero mantiene limitaciones, como es el caso de Singapur.

La prostitución en Singapur no es ilegal en sí misma, pero diversas actividades relacionadas con ella están tipificadas como delito. Esto incluye la prostitución en público, vivir de los ingresos de una prostituta y mantener un burdel. En la práctica, la policía tolera y vigila extraoficialmente un número limitado de burdeles. Las prostitutas de estos establecimientos están obligadas a someterse a controles sanitarios periódicos y deben llevar una tarjeta sanitaria.

## Historia
A finales del siglo XIX, Singapur presentaba un gran desequilibrio entre hombres y mujeres: la población masculina superaba ampliamente a la femenina. En 1884, la ciudad contaba con una población de sólo 6.600 mujeres chinas en total, frente a 60 000 hombres chinos. Esto, unido al rápido desarrollo económico de la ciudad, hizo que la prostitución se convirtiera en un negocio floreciente y los burdeles en una industria en auge. Se calcula que 2 000 de las 6 600 mujeres chinas que había en la ciudad en 1884 trabajaban como prostitutas. También se calcula que el 80 % de las mujeres y niñas que llegaban de China a Singapur a finales de la década de 1870 eran vendidas para ejercer la prostitución.
Las prostitutas de Singapur eran principalmente chinas y japonesas, importadas como karayuki-san. Muchas de las procedentes de China eran de la etnia Tanka, considerada no Han durante la dinastía Qing tardío y republicano de China, y servían a los hombres de la comunidad china de ultramar. Singapur también era destino de mujeres vietnamitas traficadas desde sus aldeas.
Muchas niñas vietnamitas de Tonkín se disfrazaban de chinas cuando salían de Vietnam para ejercer la prostitución. El desarrollo del enclave japonés en Middle Road, Singapur, estuvo relacionado con el establecimiento de burdeles al este del río Singapur, concretamente en las calles Hylam, Malabar, Malay y Bugis, a finales de la década de 1890. Las prostitutas japonesas de las calles Malabar y Malay eran las preferidas de los europeos. En 1905 había al menos 109 burdeles japoneses en Singapur.
Las autoridades coloniales consideraban la prostitución un mal necesario, pero se tomaron varias medidas para restringirla en la ciudad. El registro de prostitutas y burdeles se hizo obligatorio en un intento de evitar la prostitución forzada, y se creó una Oficina de Protección de la Virtud para ayudar a quienes se dedicaran a la prostitución sin desearlo. Poco después del estallido de la Primera Guerra Mundial, las autoridades coloniales prohibieron la prostitución de mujeres blancas y, como resultado, los burdeles de blancas de Singapur (más de veinte en 1914) habían cerrado todos en 1916.
Un informe de 1916 describía la miseria y la indecencia de las prostitutas que trabajaban en los barrios rojos alrededor de Malay Street y Smith Street, y se presionó a la Oficina Colonial en Gran Bretaña para que restringiera aún más la prostitución autorizada. Sir Arthur Young, gobernador general de las Colonias del Estrecho, consideraba la prostitución indispensable para la economía y la mano de obra de la zona, pero en 1917 se prohibió la venta de mujeres y niñas para la prostitución.
Personalidades influyentes de la comunidad japonesa de la ciudad, preocupadas por la dignidad y la moralidad, presionaron al Consulado japonés para que pusiera fin a la prostitución japonesa. En 1920, el consulado ordenó la expulsión de todas las prostitutas japonesas de Singapur, aunque algunas de ellas siguieron ejerciendo la prostitución sin licencia. En 1927 se prohibió la importación de mujeres y niñas para la prostitución y en 1930 se prohibieron los burdeles, aunque la prostitución siguió siendo legal.
Durante la ocupación japonesa de Singapur (1942-1945), se crearon burdeles para uso de los militares japoneses. En 1945, cuando Japón se rindió, la prostitución estaba en pleno auge.
En la década de 1950, los espectáculos de getai, protagonizados por compañías de danza itinerantes especializadas, daban una imagen sórdida, en parte debido a las historias sobre prostitutas. Durante esta década, la policía de la ciudad organizó operaciones para reducir la prostitución y el ministro jefe Lim Yew Hock pidió sugerencias sobre cómo limitarla. La activista por los derechos de la mujer Shirin Fozdar describió Singapur como «un gran burdel» y la ciudad era un centro regional de prostitución. El Partido de Acción Popular, liderado por Lee Kuan Yew, prohibió inicialmente la prostitución cuando llegó al poder a finales de los años 50, pero a mediados de los 60 adoptó una estrategia de contención.
Desde los años cincuenta hasta principios de los ochenta, la calle Bugis fue famosa por sus espectáculos nocturnos de temática adulta protagonizados por travestis y por los grupos de prostitutas que ejercían allí abiertamente. La vecina Johore Road también formó parte del barrio rojo en los años sesenta y setenta, con prostitutas transexuales que buscaban negocio en las tiendas y callejones. La supresión de la prostitución en la zona comenzó en la década de 1970, y el comercio se dispersó a las zonas circundantes, como Jalan Besar. La antigua calle Bugis fue demolida a mediados de los ochenta, y Johore Road desapareció a finales de los noventa.
El auge económico de Singapur en las décadas de 1970 y 1980 generó un aumento de la demanda de trabajo sexual, y mujeres no cualificadas de Malasia e India emigraron al país para ejercer la prostitución junto a las chinas que ya trabajaban en la industria del sexo. El aumento de los trabajos de construcción en el país en la década de 1990 hizo que prostitutas tailandesas y coreanas emigraran allí para atender a los hombres solteros que trabajaban en el sector. En los años 1990, las mujeres ganaban entre 7 y 120 dólares por cliente en las «zonas rojas».

## Situación legal

### Sexo comercial con menores de edad
Toda persona que obtenga a título oneroso los servicios sexuales de una persona menor de 18 años (en otras palabras, que mantenga relaciones sexuales comerciales con dicha persona) comete un delito y puede ser castigada con una pena de prisión de hasta siete años o una multa, o ambas. El término servicios sexuales se define como los servicios sexuales que implican la penetración sexual de la vagina o el ano de una persona por una parte del cuerpo de otra persona que no sea el pene o por cualquier otra cosa, o la penetración de la vagina, el ano o la boca de una persona por el pene de un hombre. También es delito que una persona se comunique con otra con el fin de mantener relaciones sexuales comerciales con una persona menor de 18 años. Estos delitos se aplican a actos que tienen lugar tanto dentro como fuera de Singapur.
Es delito que una persona:
- Realice u organice cualquier tipo de viaje para otra persona o en su nombre con la intención de facilitar la comisión por parte de esa otra persona de un delito tipificado en el artículo 376C (es decir, delitos relacionados con el comercio sexual con un menor de 18 años fuera de Singapur), independientemente de que esa otra persona cometa o no dicho delito;[21]
- Transportar a cualquier otra persona a un lugar fuera de Singapur con la intención de facilitar la comisión por esa otra persona de un delito tipificado en el artículo 376C, independientemente de que esa otra persona cometa o no efectivamente dicho delito;[22] o
- Imprima, publique o distribuya cualquier información destinada a promover una conducta que constituiría un delito en virtud del artículo 376C, o a ayudar a cualquier otra persona a llevar a cabo dicha conducta.[23]

Una persona culpable de este delito puede ser castigada con una pena de prisión de hasta diez años, una multa o ambas cosas.

### Proxenetismo
Es un delito penal:
- Vender, alquilar o disponer de otro modo, o comprar o alquilar u obtener de otro modo la posesión de cualquier mujer o niña con la intención de que sea empleada o utilizada con fines de prostitución dentro o fuera de Singapur, o sabiendo o teniendo motivos para creer que será empleada o utilizada de ese modo;[25]
- Conseguir que una mujer o niña tenga relaciones carnales, dentro o fuera de Singapur, excepto por matrimonio, con un varón o con fines de prostitución, dentro o fuera de Singapur;[26]
- Provocar, mediante amenazas o intimidación, a cualquier mujer o niña para que mantenga relaciones carnales, excepto mediante matrimonio, con cualquier varón, dentro o fuera de Singapur;[27]
- Traer a Singapur, recibir o albergar a cualquier mujer o niña sabiendo o teniendo razones para creer que ha sido procurada con el propósito de tener relaciones carnales, excepto por vía matrimonial, con cualquier persona de sexo masculino o con fines de prostitución, ya sea dentro o fuera de Singapur, y con la intención de contribuir a dicho propósito;[28]
- Sabiendo o teniendo motivos para creer que una mujer o niña ha sido procurada mediante amenazas o intimidación con el fin de mantener relaciones carnales, excepto mediante el matrimonio, con un varón, dentro o fuera de Singapur, para recibirla o acogerla con la intención de contribuir a tal fin;[29]
- Sabiendo o teniendo motivos para creer que una mujer o niña ha sido traída a Singapur en contravención del artículo 142 de la Carta de la Mujer o ha sido vendida o comprada en contravención del artículo 140(1)(a), recibirla o acogerla con la intención de que sea empleada o utilizada con fines de prostitución dentro o fuera de Singapur;[30]
- Retener a cualquier mujer o niña contra su voluntad en cualquier local con la intención de que tenga relaciones carnales, salvo por vía matrimonial, con cualquier varón, o retener a cualquier mujer o niña contra su voluntad en un burdel;[31]
- Detener a cualquier mujer o niña en cualquier lugar contra su voluntad con la intención de que sea empleada o utilizada con fines de prostitución o para cualquier fin ilícito o inmoral; o[32]

Intentar realizar cualquiera de los actos anteriores.
La pena es de prisión no superior a cinco años y una multa no superior a 10 000 dólares. Un varón que sea condenado por un segundo delito o delitos subsiguientes en virtud de los seis primeros delitos enumerados anteriormente podrá ser azotado, además de ser encarcelado.

## Práctica

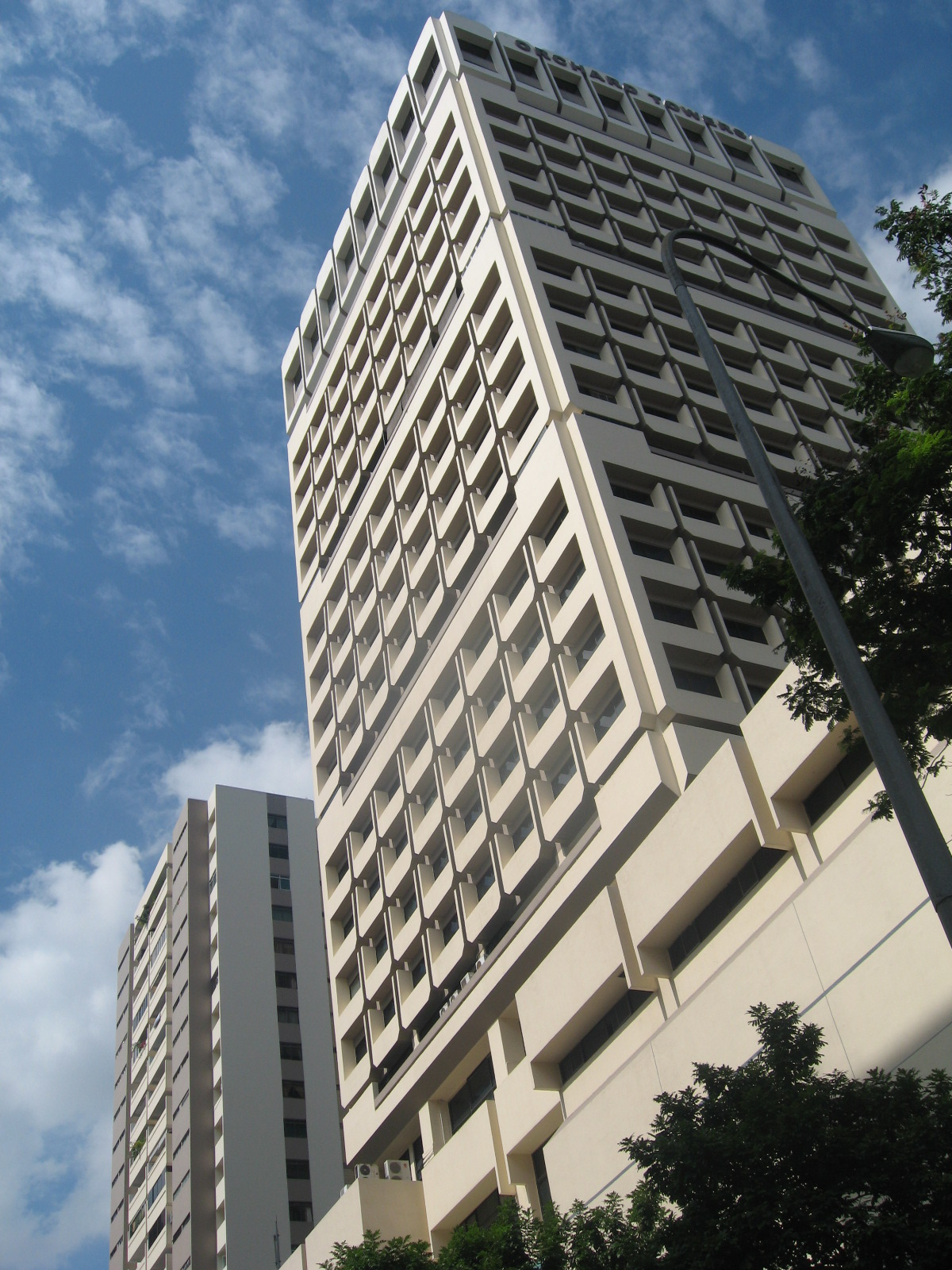
El edificio Orchard Towers es uno de los focos principales de prostitución en Singapur, al albergar en su interior diversos negocios y centros donde trabajan las profesionales del sexo.

La prostitución ocupa una posición ambivalente en la sociedad singapurense. A pesar de su legalidad, su ejercicio está sometido a importantes restricciones: prostitutas en mercados locales, prostitutas callejeras, prostitutas empleadas en salones de masaje, bares, clubes nocturnos, clubes de striptease y burdeles, y prostitutas a domicilio de agencias de acompañantes. Las prostitutas autónomas trabajan en salones de baile, clubes nocturnos, salas de karaoke y clubes de alterne. Los principales centros de prostitución son las zonas rojas. El principal barrio rojo de Singapur se encuentra en Geylang.
La policía tolera y vigila extraoficialmente un número limitado de burdeles, en los que las prostitutas se someten periódicamente a controles sanitarios. Orchard Towers, apodado los «pisos de las putas», es un centro comercial en el que trabajan prostitutas. También se pueden encontrar profesionales del sexo en muchos establecimientos de «masajes» o «spa». Algunos salones de masaje ofrecen masajes como pretexto para servicios sexuales «especiales». Estas actividades son ilegales, y los operadores de tales establecimientos de masajes se arriesgan a ir a la cárcel si sus actividades quedan al descubierto en redadas policiales. Las prostitutas vietnamitas en Singapur cobran precios elevados por sus servicios.

## Vigilancia
A finales de 2015 se había producido un aumento de alrededor del 40 % en los delitos de fraude relacionados con la prostitución y las estafas sexuales a través de Internet. Se aconsejó al público que tuviera cuidado con prácticas como las sugar mommies, las estafas de crédito por sexo y las estafas románticas por Internet. También estaban apareciendo salones de masaje que ofrecían servicios sexuales y otras actividades comerciales relacionadas con el sexo en zonas suburbanas como Woodlands, Sembawang, Sengkang, Jurong West, Yishun, Chinatown y River Valley. En respuesta, el Gobierno de Singapur comenzó a estudiar diversas opciones para regular y castigar las infracciones, como los casos de prostitución sin licencia y el funcionamiento de burdeles.
En 2016, entre los ejemplos de sentencias se incluyó el caso de un hombre que fue encarcelado durante 85 meses y multado con 130 000 dólares singapurenses por organizar prostitución en línea y evadir casi 27 000 dólares singapurenses del impuesto sobre la renta.
En 2015 también se denunciaron casos de actividades sexuales nocturnas en las que participaban prostitutas travestis que se prostituían en un aparcamiento del antiguo Woodlands Town Garden, adyacente a la Calzada Johor-Singapur. Algunas de ellas eran travestis malasias con trabajos a tiempo completo en Singapur que utilizaban esta actividad como trabajo extra para ahorrar dinero para la cirugía de reafirmación de género. En 2016, la diputada Halimah Yacob anunció una serie de propuestas en las que participaba la Junta de Parques Nacionales para abordar los problemas de la zona. Estas incluían la mejora del parque y de los centros comerciales adyacentes.

## Tráfico sexual
Desde principios del siglo XIX existe en Singapur un comercio ilegal de mujeres y niñas víctimas de la trata. Las autoridades del país han realizado numerosos intentos para impedirlo.
Singapur es país de destino para mujeres y niñas de otros países asiáticos sometidas al tráfico sexual y un país de origen para mujeres y niños singapurenses sometidos al tráfico sexual. Algunos de los 965 000 titulares de permisos de trabajo extranjeros, que constituyen más de una cuarta parte de la mano de obra total de Singapur, son vulnerables a la trata; la mayoría de las víctimas emigran voluntariamente. Los traficantes obligan a las víctimas a la explotación sexual mediante la retención ilegal de su salario, amenazas de repatriación forzosa sin paga, restricciones de movimiento y abusos físicos y sexuales. A veces, las mujeres extranjeras llegan con la intención de ejercer la prostitución, pero bajo la amenaza de sufrir daños graves u otras formas de coacción, se convierten en víctimas del tráfico sexual.
El gobierno mantuvo sus esfuerzos de protección. El gobierno identificó a 24 víctimas potenciales de trata (23 víctimas de trata sexual y una víctima de trata laboral), en comparación con las 29 víctimas potenciales identificadas (16 víctimas de trata sexual y 13 víctimas de trata laboral) en 2022. Las autoridades identificaron a la mayoría de las víctimas a través de informes a las fuerzas del orden, incluida la autoidentificación de la víctima a través de la línea directa general de la policía, un formulario de denuncia basado en la web, informes policiales e interacciones directas con los oficiales de primera línea.
Para 2024, la Oficina de Vigilancia y Lucha contra la Trata de Personas del Departamento de Estado de los Estados Unidos calificó a Singapur como país de «nivel 1».